# La Martre, Québec
La Martre är en kommun i Kanada. Den ligger i regionen Gaspésie–Îles-de-la-Madeleine och provinsen Québec, i den östra delen av landet.

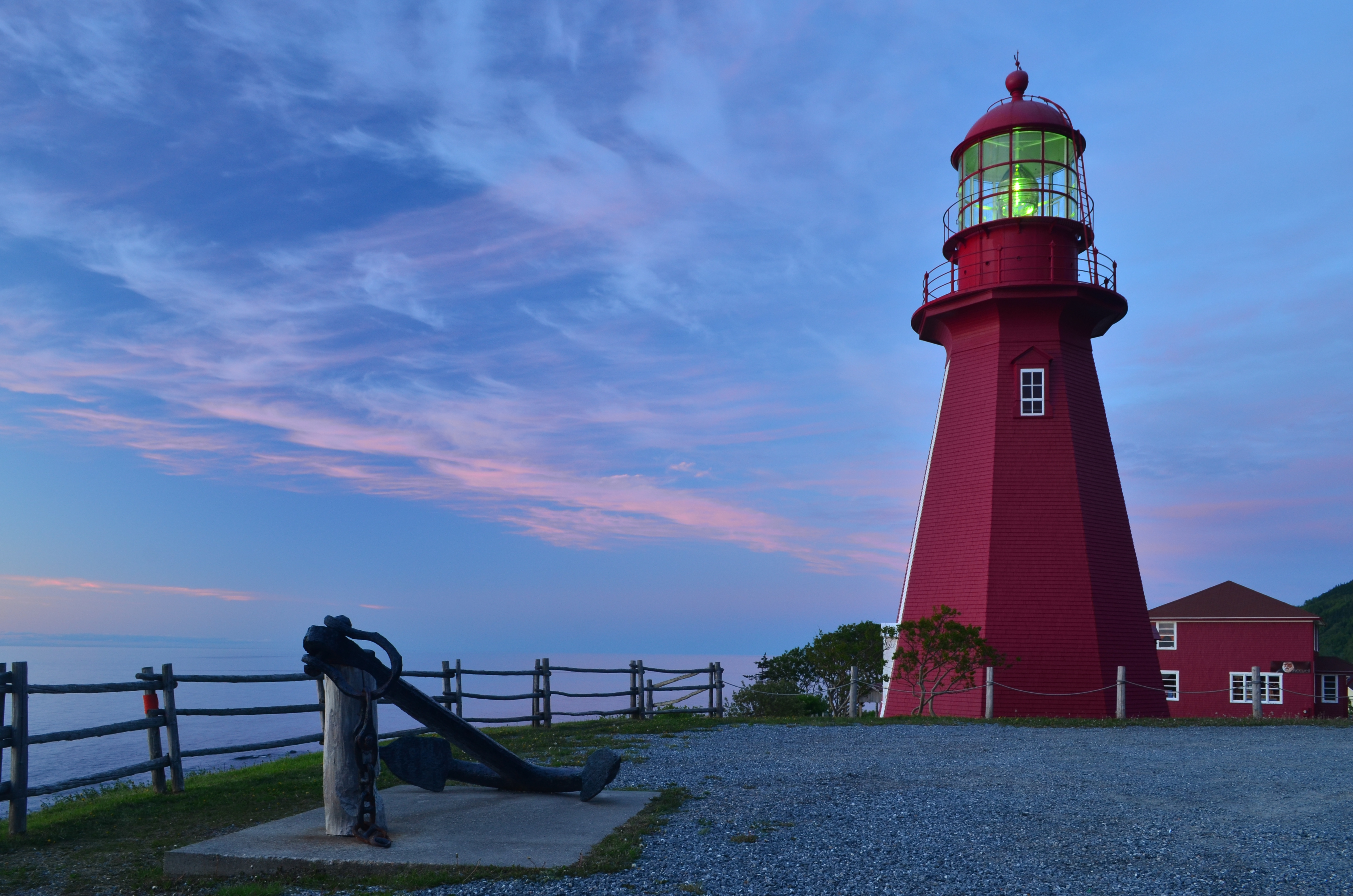
Fyren under skymningen.